# Anjubault
La Maison Anjubault (1853-1868), est une entreprise française de mécanique installée rue Keller à Paris. C'est un constructeur ferroviaire, il sort de ses ateliers des locomotives à vapeur de chantier, utilisées notamment pour la construction des nouvelles lignes de chemin de fer. La création de l'entreprise est le fruit de la rencontre de deux ingénieurs aux fortunes diverses, Jean-Claude-Républicain Arnoux et Jean-Jacques Meyer, avec Auguste Anjubault, entrepreneur de 35 ans, à un moment particulièrement dynamique de l'histoire du chemin de fer. Le décès de Anjubault, après seulement quinze années d'activité ne provoque pas la disparition de l'entreprise.
Le rachat d'Anjubault est à l'origine d'une autre histoire d'ingénieur mécanicien entrepreneur avec Corpet-Louvet, entreprise principalement connue par sa production de petites locomotives à vapeur pour voie métrique, en particulier du réseau secondaire français.

## Histoire

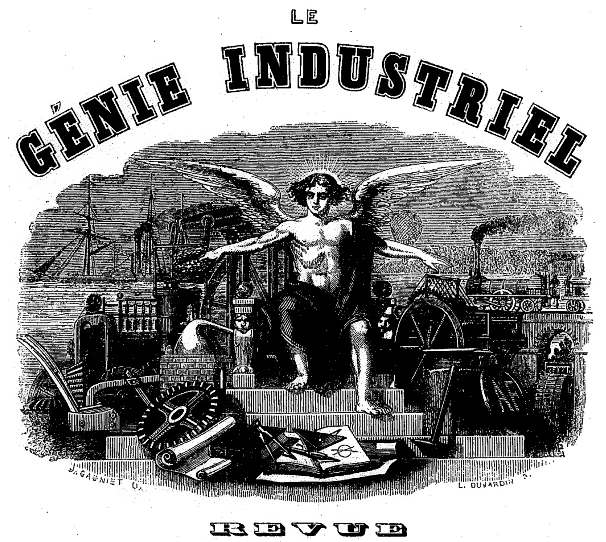
Exposition Universelle, Chemins de fer, revue des machines locomotives admises à l'exposition universelle de 1855 : « France (L'Orge). Locomotive mixte système Arnoux ou articulée, à quatre cylindres et à quatre roues motrices indépendantes, destinée au chemin de fer de Paris à Orsay, confectionnée en 1855 par M. Anjubault (A.), constructeur-mécanicien à Paris, sous la direction de M. J.-J. Mayer, ingénieur. » (Tourasse, Ingénieur-Mécanicien, Le Génie industriel, tome dixième, extrait page 160, Armengaud, Paris, 1855).

### 1853 - Création: Auguste Anjubault
Auguste Frédéric Anjubault, né en 1820 à Ternay (Loir-et-Cher), « constructeur-mécanicien, notable commerçant, membre fondateur de la Société du Prince Impérial, président d'une société de secours mutuel », crée, en 1853, une société de mécanique et construction de machines à vapeur, notamment des locomotives. Il installe son usine, atelier et bureaux, au no 4 de la rue Keller dans l'actuel 11e arrondissement de Paris, adresse où il est également domicilié.

### 1855 & 1867 - Expositions universelles
Exposition universelle de 1855, Paris. Anjubault présente « l'Orge », locomotive mixte système Arnoux ou articulée, à quatre cylindres et quatre roues motrices indépendantes, destinée à la compagnie de chemin de fer de Paris à Orsay pour la ligne de Sceaux-Orsay, confectionnée sous la direction de Jean-Jacques Meyer. Une notice du Jury de l'exposition relate : le détail des améliorations apportées par Jean-Claude-Républicain Arnoux, à son système (système Arnoux) ; les félicitations données à Jean-Jacques Meyer pour avoir réussi à concevoir « une machine solide, susceptible de marcher vite et de remorquer de lourds convois, tout en parcourant avec aisance les courbes du plus petit rayon » ; et les encouragements prodigués au constructeur « Les difficultés d'exécution ont été résolues avec intelligence par M. Anjubault, constructeur qui commence, et dont le jury a constaté avec satisfaction le mérite ».
Exposition universelle de 1867, Paris. Anjubault présente une locomobile pour l'agriculture. Elle est remarquée par le Jury, qui fait figurer une illustration de cette machine sur son compte rendu.

### 1867-1868 - Fin & Succession
Lucien Corpet (1848-1889), jeune ingénieur de l'École Centrale des Arts et Manufactures, est embauché pour prendre la direction de l'usine peu de temps avant le décès d'Auguste Anjubault en 1868. Le fondateur n'ayant pas de successeur pour reprendre la société, Lucien Corpet rachète l'entreprise. Tout en poursuivant l'activité rue Keller, il fait construire, à côté de son domicile au 117 avenue Philippe-Auguste, une nouvelle usine sur un terrain plus grand. Le déménagement a lieu en 1870, l'activité semble s'être poursuivie sur les deux sites pendant au moins un an (1871.

## Production

### Locomotives «système Arnoux»

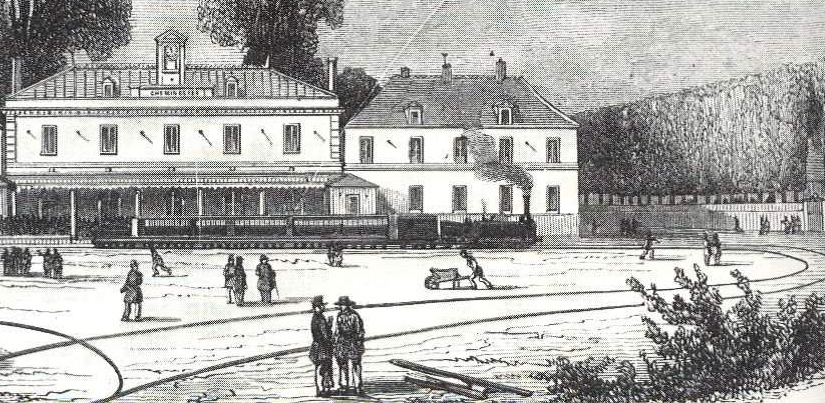
Détail gravure avec : gare, train et voie au système Arnoux.

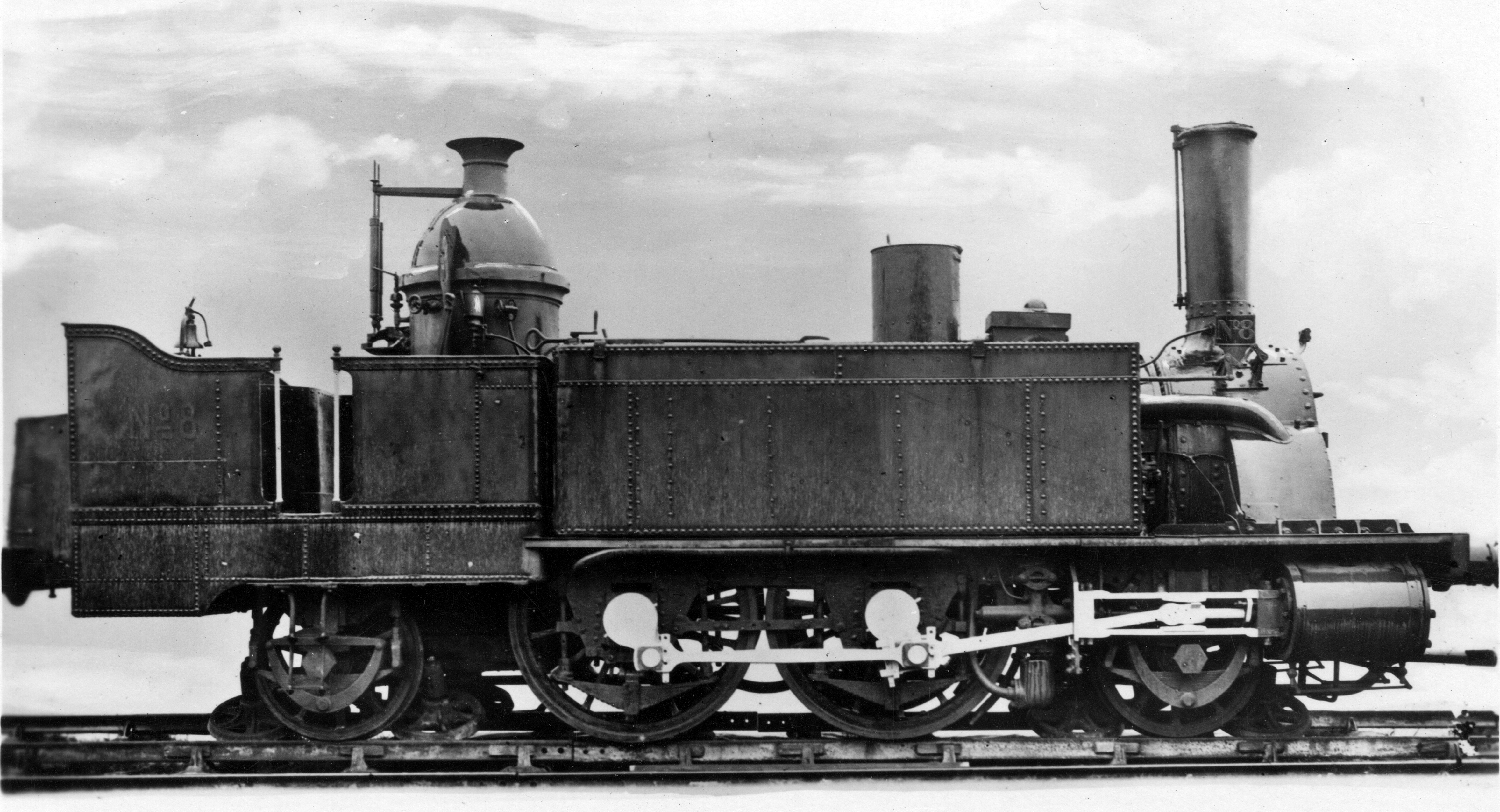
Locomotive Anjubault système Arnoux de la ligne de Sceaux, modifiée en 1867 et devenue la no 8 PO

Les deux premières locomotives, conçues par Jean-Claude-Républicain Arnoux et supervisées par Jean-Jacques Meyer, « l'Yvette » et « l'Orge », des 1A1n2t (type 111), ainsi que la troisième « le Florian », une locomotive de type 020, sont des machines pour voie ferrée à l'écartement atypique de 1 751 mm, caractéristique de la ligne de Sceaux. Le client de cette première commande est la Compagnie de Paris à Orsay de Jean-Claude-Républicain Arnoux, pour la ligne de Sceaux. Les Anjubault numéro 1, 2 et 3, lui seront livrées en avril, août et octobre 1855. Cette compagnie ne va pas être rentable, et finalement Arnoux doit la vendre à la compagnie des chemins de fer d'Orléans. Ces trois premières locomotives à vapeur, adaptées au système Arnoux, sont les seules machines sorties des ateliers Anjubault ayant ces caractéristiques.

### Locomotives «de chantier»
Le principal de la production concerne des « locomotives-tenders pour travaux de terrassement, exploitation des mines et des chemins de fer vicinaux », notamment des type 020 pour voie normale à l'écartement de 1 435 mm, néanmoins, on trouve aussi quelques machines pour voie large avec l'écartement de 1 672 mm, et d'autres pour des voies industrielles ou étroites avec des écartements de 1 209 mm, 1 100 mm, 1 000 mm et 900 mm. Plus de 121 locomotives Anjubault sont sorties de ses ateliers durant les 15 années de l'activité de son entreprise. La majorité de ces locomotives de chantier sont livrées à des entrepreneurs de travaux publics, qui à cette époque (1855), étaient occupés à la construction de nouvelles lignes un peu partout en France. Les autres locomotives sont vendues à l'exportation : Inde, Espagne, Suisse, Italie ou à quelques industriels : compagnie des mines de Béthune, Wendel et compagnie, les forges de Chatillon, compagnie des mines de Liévin et compagnie des mines d'Anzin.

### Autres productions

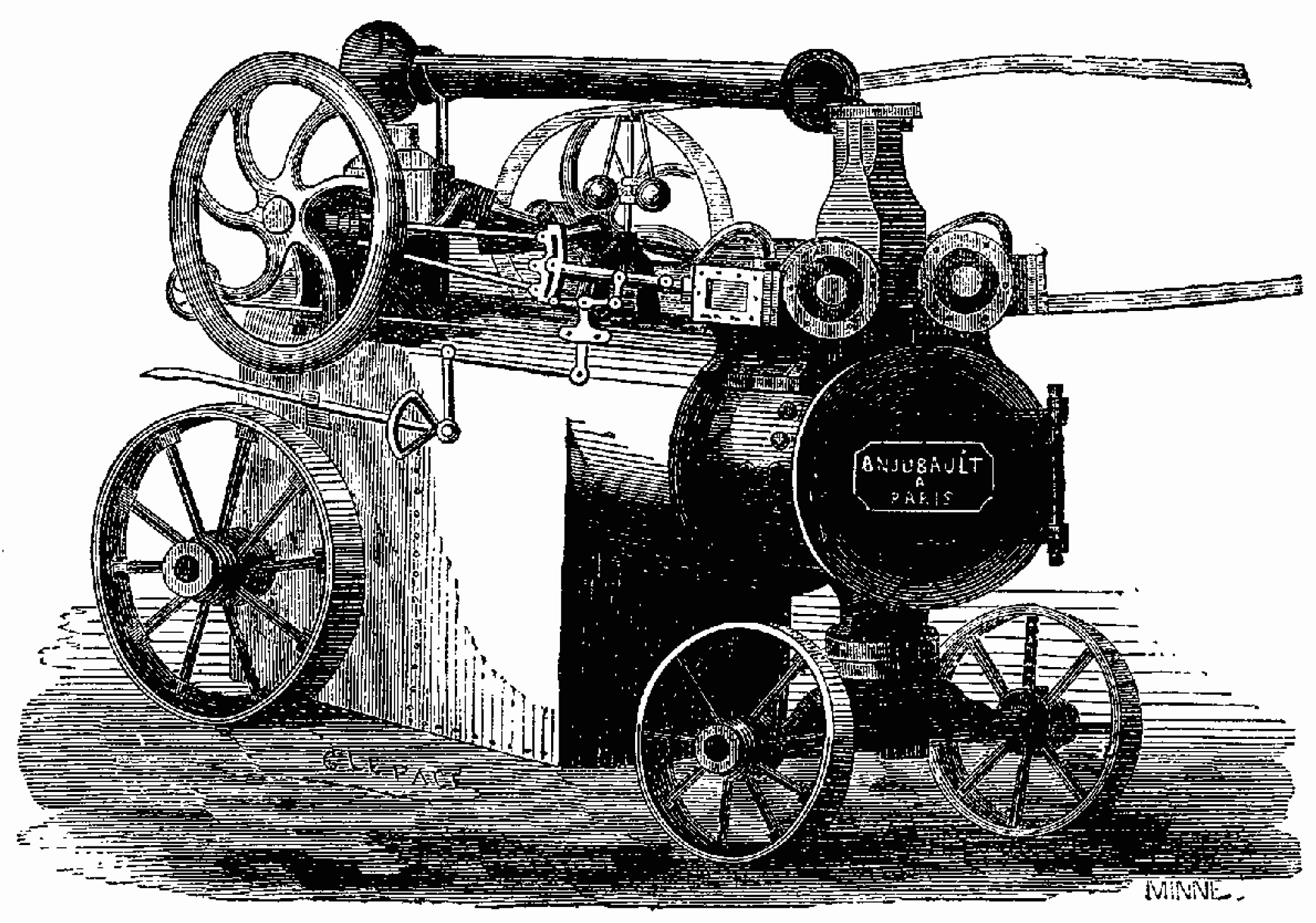
Locomobile Anjubault (Figuier - Les Merveilles de la science, 1867 - 1891, Tome 1).

L'entreprise produit également : du « matériel pour entrepreneurs de travaux publics : locomotives à traction sur routes ordinaires, brevetées s. g. d. locomobiles de toutes forces ; des machines à vapeur ; des machines-outils ; des marteaux-pilons atmosphériques, brevetées s. g. d. g. ; des machiens à percer les moyeux et à emboiter et déboiter les roues de charonnage au moyen de la presse hydraulique, brevetées s. g. d. g. ; de la grosse chaudronnerie en fer et en cuivre ».

## Patrimoine ferroviaire

### Locomotives préservées
Deux locomotives  Anjubault, sorties des ateliers de la rue Keller, sont préservées et présentées au public : 

#### En Inde:Ramgotty

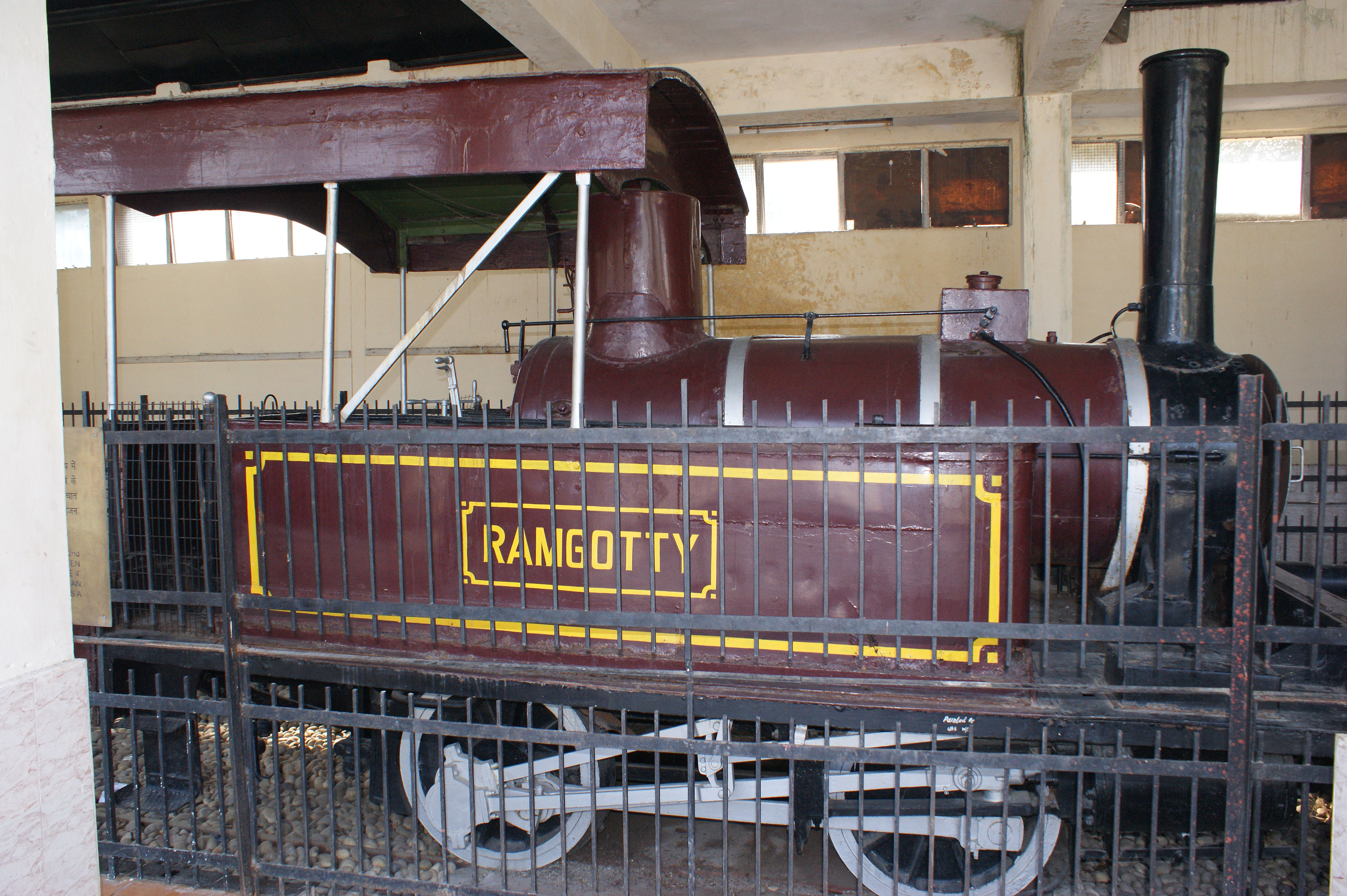
« Ramgotty » en 2010 à New Delhi

« Ramgotty », une locomotive Anjubault de 1862 est exposée au National Rail Museum de New Delhi. Bien qu'elle soit dépassée, en âge, par « Fairy Quenn », construite par Kitson Thompson & Hewitson en 1855, « Ramgotty » a une place particulière du fait, de son âge, mais aussi d'être la seule machine étrangère portant le nom d'un indien : « Ramgotty Mukherjee », dernier directeur général du Nalhati-Azimganj Light Railway, son premier propriétaire repris par la East Indian Railway. En 1892, « Ramgotty » est modifiée en 5' 6", puis vendue à la Calcutta Municipal Corporation pour être affectée au transport des déchets, et l'année de son centième anniversaire, elle est sortie du service pour être détruite. Mise à la ferraille, elle est finalement sauvée en 1974.
- Références constructeur (fr) : no[19], type 021T, voie 1 209 mm, livrée en 1862 à Wilson pour Nulhattee-Azimgunge Railway Indes.
- Références conservation (gb) : Moteur vapeur, constructeur : Anjubault, Paris, France, année de fabrication : 1862, dernier service : Calcutta Municipal Corporation, type :  0-4-0T[20], nom : Ramgotty, voie : initialement 4' 0"[21], puis 5' 6" [18].

Le « Ramgooty Model » est une petite maquette réalisée en feuille métallique par le India National Rail Museum de New Delhi.

#### En Espagne:Léonito

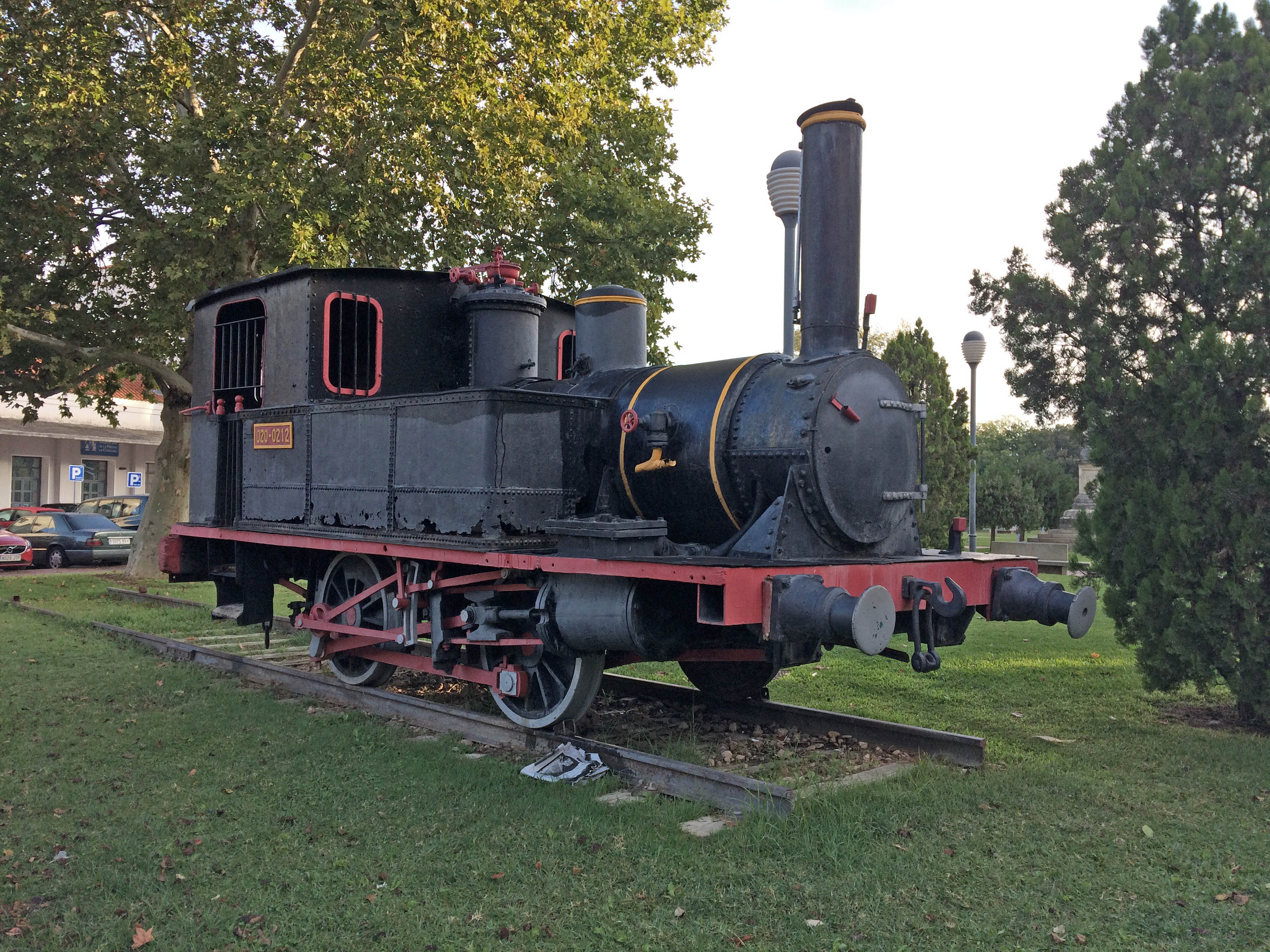
« Léonito » en 2018, Avenida de la Libertad à Cordoue

Léonito : construite par Anjubault en 1865, est une locomotive  « monument » visible  sur l'Avenida Libertad à Cordoue, en Andalousie. La locomotive Léonito est citée sur la liste, des machines préservées, établie lors du IV Congrès de l'histoire ferroviaire à Malaga, en septembre 2006. Une première locomotive du même type Santa Rita avait été livrée le 17 septembre 1864 au même client.
- Références constructeur[24] : no 105, type 021T, voie 1 672 mm, livrée le 2 mai 1865 à Léon Cappa pour Minas de Reunion.
- Références conservation : no MZA 612, no Renfe 020-0212, poids 22 t, constructeur Anjubault, nom El Léonito.

## Hommage
À l'occasion du jubilé d'argent du musée national du rail de New Delhi, il est émis en Inde un timbre commémoratif de 500P le 7 octobre 1996. Il est illustré des deux locomotives à vapeur de travail les plus anciennes en Inde : Fair Quenn 145 ans et Ramgotty, une Anjubault sortie des ateliers de la rue Keller, à Paris, en 1862. Date d'émission 7/10/1996, valeur 500 p, perforation 13,5x13,5, il est imprimé à un million d'exemplaires.